# Maków (województwo warmińsko-mazurskie)
Maków (niem. Makohlen) – wieś w Polsce, w województwie warmińsko-mazurskim, w powiecie lidzbarskim, w gminie Kiwity.
Do 2023 miejscowość była osadą wsi Klutajny.
W latach 1975–1998 osada administracyjnie należała do województwa olsztyńskiego. Osada znajduje się w historycznym regionie Warmia.
Nazwy wsi: rok 1376 Mikolen, Mikolen (Sł. geogr. hasło: Makohlen)
Wieś na początku XVI w. należała do Jana Luzjańskiego (brat biskupa warmińskiego Fabiana Luzjańskiego). Luzjańscy posiadali również Mołdyty.